# مامي إفريقي
مامي أفريقي (الاسم العلمي:Mammea africana) هو نوع من النباتات يتبع جنس المامي من فصيلة جميلات الأوراق.